# بازيل ميلس (نبراسكا)
بازيل ميلس (بالإنجليزية: Bazile Mills, Nebraska)‏ هي معلم جغرافي تقع في الولايات المتحدة في مقاطعة كنوكس، نبراسكا. يقدر عدد سكانها بـ 29 نسمة ومساحتها 1.27 كم2 وترتفع عن سطح البحر 480 متر.

## التركيبة السكانية
قام مكتب تعداد الولايات المتحدة بتحديد بيانات التركيبة السكانية لبازيل ميلس في تعداد الولايات المتحدة. في ما يلي، التركيبة السكانية حسب تعدادي 2000 و2010.

### تعداد عام 2000
بلغ عدد سكان بازيل ميلس 26 نسمة بحسب تعداد عام 2000، وبلغ عدد الأسر 11 أسرة وعدد العائلات 8 عائلة مقيمة في القرية. في حين سجلت الكثافة السكانية 53.1 نسمة لكل ميل مربع (20.5/كم2). وبلغ عدد الوحدات السكنية 15 وحدة بمتوسط كثافة قدره 30.7 نسمة لكل ميل مربع (11.9/كم2).
وتوزع التركيب العرقي للقرية بنسبة 100.00% من البيض.
بلغ عدد الأسر 11 أسرة كانت نسبة 18.2% منها لديها أطفال تحت سن الثامنة عشر تعيش معهم، وبلغت نسبة الأزواج القاطنين مع بعضهم البعض 81.8% من أصل المجموع الكلي للأسر، وكانت نسبة 18.2% من غير العائلات. وبلغ متوسط حجم الأسرة المعيشية 2.67، أما متوسط حجم العائلات فبلغ 2.36.
بلغ العمر الوسطي للسكان 45 عاماً. وكانت نسبة 15.4% من القاطنين تحت سن الثامنة عشر، وكانت نسبة 3.8% بين الثامنة عشر والأربعة وعشرون عاماً، ونسبة 34.6% كانت واقعةً في الفئة العمرية ما بين الخامسة والعشرون حتى والأربعة وأربعون عاماً، ونسبة 26.9% كانت ما بين الخامسة والأربعون حتى الرابعة والستون، ونسبة 19.2% كانت ضمن فئة الخامسة والستون عاماً فما فوق. يوجد لكل 100 أنثى 160.0 ذكر، ويوجد لكل 100 أنثى في الثامنة عشر من عمرها فما فوق 120.0 ذكر.
بلغ متوسط دخل الأسرة في القرية 35,000 دولار، أما متوسط دخل العائلة فبلغ 35,000 دولار. وكان متوسط دخل الذكور 21,250 دولار مقابل 16,250 دولار للإناث. وسجل دخل الفرد الخاص بالقرية 14,444 دولار.

### تعداد عام 2010
بلغ عدد سكان بازيل ميلس 29 نسمة بحسب تعداد عام 2010، وبلغ عدد الأسر 11 أسرة وعدد العائلات 10 عائلة مقيمة في القرية. في حين سجلت الكثافة السكانية 59.2 نسمة لكل ميل مربع (22.9/كم2). وبلغ عدد الوحدات السكنية 14 وحدة بمتوسط كثافة قدره 28.6 لكل ميل مربع (11.0/كم2).
وتوزع التركيب العرقي للقرية بنسبة 89.7% من البيض و 6.9% من الأمريكيين ذوي الأصول الآسيوية و 3.4% من عرقين مختلطين أو أكثر.
بلغ عدد الأسر 11 أسرة كانت نسبة 36.4% منها لديها أطفال تحت سن الثامنة عشر تعيش معهم، وبلغت نسبة الأزواج القاطنين مع بعضهم البعض 90.9% من أصل المجموع الكلي للأسر، وكانت نسبة 9.1% من غير العائلات. وبلغ متوسط حجم الأسرة المعيشية 2.80، أما متوسط حجم العائلات فبلغ 2.64.
بلغ العمر الوسطي للسكان 52.5 عاماً. وكانت نسبة 24.1% من القاطنين تحت سن الثامنة عشر، وكانت نسبة 3.3% بين الثامنة عشر والأربعة وعشرون عاماً، ونسبة 13.8% كانت واقعةً في الفئة العمرية ما بين الخامسة والعشرون حتى والأربعة وأربعون عاماً، ونسبة 37.9% كانت ما بين الخامسة والأربعون حتى الرابعة والستون، ونسبة 20.7% كانت ضمن فئة الخامسة والستون عاماً فما فوق. وتوزع التركيب الجنسي للسكان بنسبة 48.3% ذكور و51.7% إناث.